# Polycyklické sloučeniny

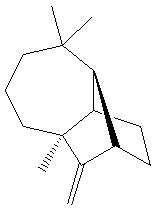
Longifolen, tricyklický terpen

Cholesterol, steroid s tetracyklickou molekulou

[[benzo(a)pyren|Benzo[a]pyren]], pentacyklický uhlovodík

Pagodan

Brevetoxin A, sloučenina obsahující deset spojených kruhů, které jsou všechny heterocyklické. Skupinou R (vpravo) může být jeden z několika možných čtyřuhlíkatých postranních řetězců.

Polycyklické sloučeniny jsou organické sloučeniny obsahující více uzavřených řetězců atomů (což bývají především atomy uhlíku).
Polycyklické bývají cykloalkany, aromatické sloučeniny, i jiné druhy sloučenin. Jednotlivé cykly obsahují tři nebo více atomů, propojeny mohou být vazbami mezi cykly (například u biarylů), společnými vazbami (například antracen a steroidy), jediným atomem (spirosloučeniny), nebo můstky. Molekuly obsahující dva cykly se označují jako bicyklické, se třemi cykly jako tricyklické.
K polycyklickým sloučeninám se také řadí polyaromatické sloučeniny, jako jsou polyaromatické uhlovodíky, i heterocyklické aromatické sloučeniny s více než jedním kruhem.
Hexanitrohexaazaisowurtzitan má v cyklech kromě uhlíků také atomy dusíku.